# دائرة الخروب
دائرة الخروب هي منطقة في ولاية قسنطينة، الجزائر. سميت على اسم عاصمتها الخروب. اعتبارًا من تعداد عام 1998، فإنها ثاني أكثر المناطق اكتظاظًا بالسكان في المحافظة بعد قسنطينة. تعتبر دائرة الخروب الأكبر في الشرق الجزائري تليه كل من عين مليلة وعين بيضاء وقالمة في المرتبة الرابعة.
تضم دائرة الخروب البلديات التالية:
- الخروب: بلدية تضم مدينة الخروب - قطار العيش - صالح دراجي - حي المريج - حي علوك عبد الله - المدينة الجديدة ماسينيسا - حي الجذور - حي 900 مسكن - حي 1600 مسكن والمدينة الجديدة علي منجلي.
- أولاد رحمون: بلدية تضم مدينة اولاد رحمون - بونوارة - القراح
- عين أسمارة: بلدية تضم مدينة عين سمارة - حي بوالصوف - حي زواغي

## أعلام
- أمير بلايلي